# رابط ميكانيكي

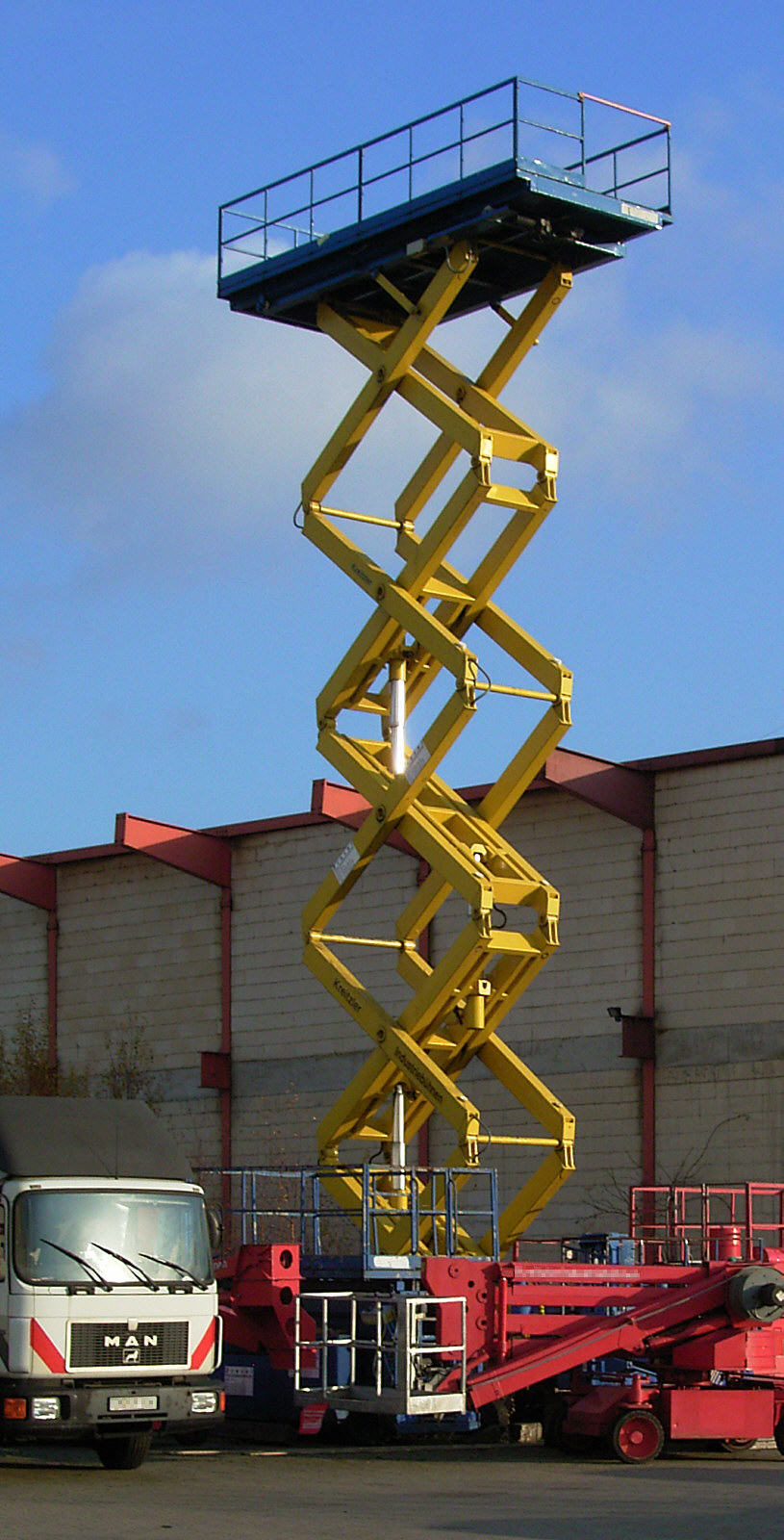
الرافعة المقصية، إحدى الأمثلة على الروابط الميكانيكية.

الرابط الميكانيكي هو مجموعة من الأجسام الميكانيكية التي يتم تجميعها للتحكم في نقل القوى والحركة، وهي تصمم عادةً لتحويل قوة أو حركة معينة إلى قوة أو حركة أخرى مرغوبة.